# Karl Dittmar
Karl Dittmar (* 16. September 1952 in Hamm) ist ein deutscher Politiker der CDU.

## Ausbildung und Beruf
Nach dem Abschluss der Hauptschule 1967 absolvierte Karl Dittmar eine Ausbildung als Einzelhandelskaufmann. Seinen Realschulabschluss erhielt er 1972, sein Abitur 1975. Er arbeitete als Versandleiter in einer Polstermöbelfabrik. Nach einer Ausbildung zum Redakteur nahm er eine Tätigkeit als Redakteur und Freier Journalist auf. Dittmar ist Inhaber eines Redaktionsbüros, eines Verlages und einer Werbeagentur.

## Politik
Karl Dittmar ist seit 1980 Mitglied der CDU. Seit 1993 ist er stellvertretender Vorsitzender des CDU-Stadtverbandes Bad Salzuflen und seit 1983 Vorsitzender des CDU-Ortsverbandes Grastrup-Retzen. Dittmar ist seit 1982 Mitglied des Bezirksvorstandes Ostwestfalen-Lippe der CDA, seit 1989 Mitglied im Kreis- und Bezirksvorstand der KPV und seit 1984 Mitglied des Kreistages Lippe.
Seit dem 1. Oktober 1999 ist er 1. stellvertretender Landrat des Kreises Lippe.
Karl Dittmar war vom 2. Februar 1995 bis zum 31. Mai 1995 Mitglied des 11. Landtags von Nordrhein-Westfalen, in den er für Rolf Krieger nachrückte.